# Monotrematum sudamericanum
Monotrematum sudamericanum je druh pravěkého ptakopyska, jehož fosílie se datují do doby zhruba před 61–63 miliony let. Jedná se o prvního ptakořitného savce, který byl objeven mimo území Austrálie. Nálezy tohoto savce raného paleocénu tak dokazují, že ptakopysk byl rozšířen po celé Gondwaně – kontinentu v té době tvořeného Austrálií a Jižní Amerikou.
Na rozdíl od dnešního ptakopyska měl dospělý jedinec druhu Monotrematum zuby. Právě ty byly objeveny roku 1992 v argentinské Patagonii v lokalitě zvané Punta Peligro, ležící při mořském zálivu San Jorge v provincii Chubut. Nález učinili Rosendo Pascual, Martín Archer; Emilio Osvaldo Juareguizar; José Luis Prado; Horacio Godthelp a S. J. Hand. Z nalezených zubů jsou dva spodní, jeden horní a jsou v současnosti uloženy ve sbírkách muzeí Museo de La Plata a Museo Paleontológico Egidio Feruglio. Monotrematum se od druhu Obdurodon neliší pouze místem nálezu a stářím, ale také velikostí nalezených zubů. Zachovaná sklovina ve střední oblasti ukazuje, že korunka je velice podobná korunce rodu Obdurodon. Je složená ze dvou klínových výstupků, předního, který je širší a oddělený od zadního sedlem, spojujícím lingvální a bukální stranu korunky.
Někdy je tento druh uváděn také pod názvem Obdurodon sudamericanum.